# Yngve Berglund
Bo Yngve Gustavsson Berglund, född 7 november 1918 i Persnäs församling i Kalmar län, död 13 april 1995 i Husie församling i Malmöhus län, var en svensk militär.

## Biografi
Berglund avlade officersexamen vid Krigsskolan 1941, utnämndes samma år till fänrik i armén och befordrades till löjtnant i luftvärnet 1943. Han gick Luftvärnsofficersskolan vid Artilleri- och ingenjörhögskolan 1944–1945, studerade vid Krigshögskolan 1947–1949, befordrades till kapten vid Sundsvalls luftvärnskår 1949 och inträdde i Generalstabskåren 1953. Åren 1957–1958 tjänstgjorde han vid Försvarsstaben och Försvarets kommandoexpedition samt som adjutant åt försvarsminister Sven Andersson. Han befordrades till major vid Karlsborgs luftvärnsregemente 1959, var rådgivare vid Etiopiens försvarsdepartement 1959–1962 och överfördes till Göteborgs luftvärnskår 1961. Därefter tjänstgjorde han vid Sundsvalls luftvärnskår, Östgöta luftvärnsregemente, Roslagens luftvärnsregemente, Karlsborgs luftvärnsregemente och Luleå luftvärnskår (där han befordrades till överstelöjtnant 1963) samt som militärassistent vid Civilförsvarsstyrelsen 1964–1966. År 1966 befordrades han till överste, varpå han var chef för Arméns radar- och luftvärnsmekanikerskola 1966–1975. Han var därtill observatör åt Förenta Nationerna i Nigeria 1969–1970. Berglund var chef för Skånska luftvärnsregementet 1975–1979.
Åren 1982–1987 var Yngve Berglund verkställande direktör för Malmöhus läns trafiksäkerhetsförbund. Han är begravd på Limhamns kyrkogård i Malmö.

### Utmärkelser
- Riddare av Svärdsorden, 1960.[7]
- Kommendör av Svärdsorden, 1973.[8]